# AAK
AAK AB, tidigare AarhusKarlshamn AB, är ett Sverigebaserat ingrediensföretag som tillverkar vegetabiliska oljor. Produkterna används bland annat till livsmedelsindustrin (bageri-, konfektyr- och mejeriprodukter samt till växtbaserade livsmedel), kemi-, läkemedels- och kosmetikindustrierna samt till djurfoder. Huvudkontoret ligger i Malmö men företaget har produktionsanläggningar världen över. AAK omsatte drygt 35,4 miljarder kr under 2021.
AarhusKarlshamn grundades 2005 då danska Aarhus United och svenska Karlshamns AB gick samman. Den 25 juni 2014 bytte man företagsnamn till AAK AB.

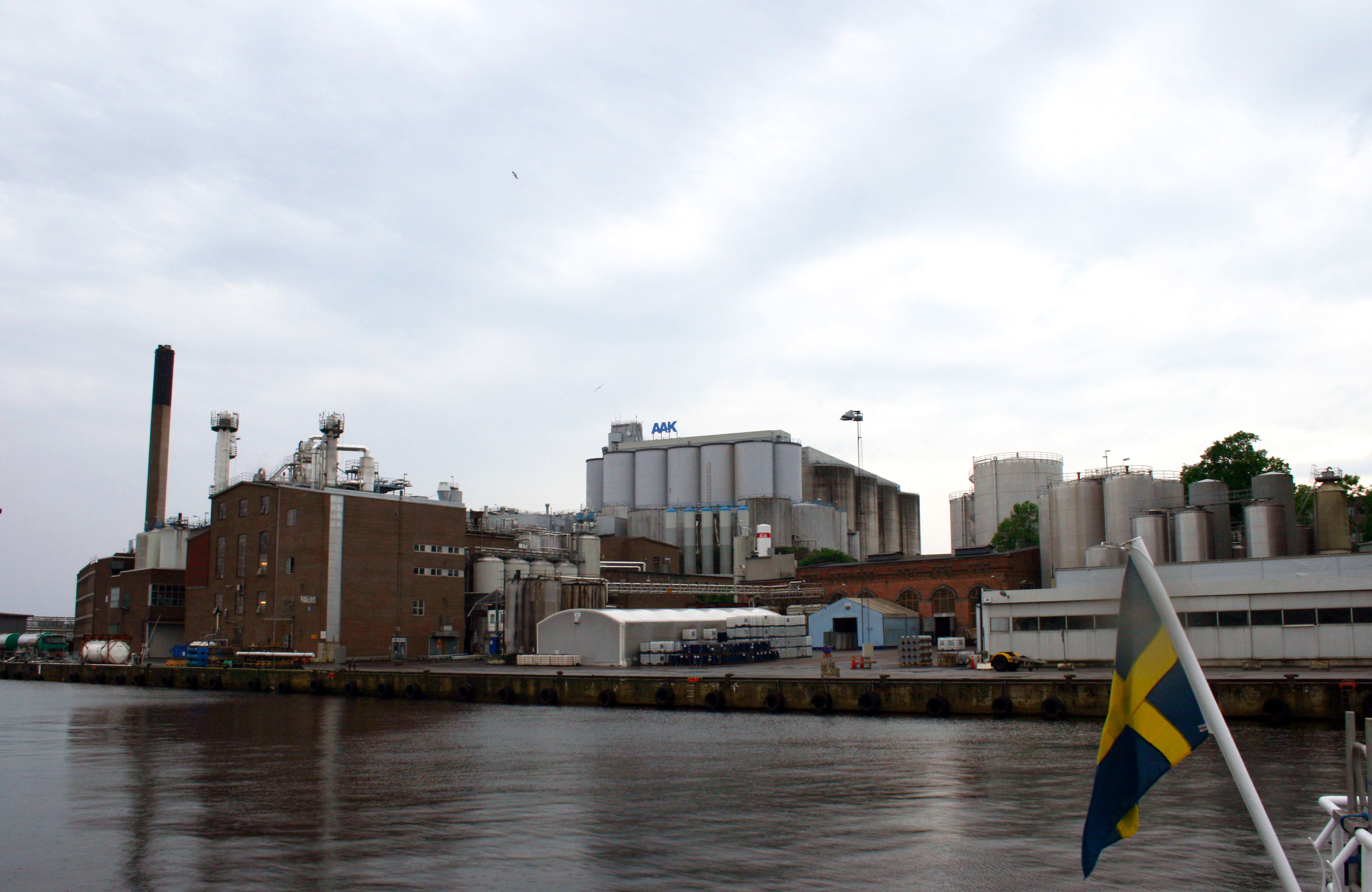
Några av AAK:s byggnader i Karlshamn.

Karlshamns AB hade sitt ursprung i Karlshamns oljefabrik som grundades 1918. Driften nedlades i början av 1930-talet men återupptogs av Karlshamns oljefabriks AB, med Kooperativa Förbundet som ägare. Karlshamns AB köptes 2001 av Melker Schörling, vars investmentbolag Melker Schörling AB fortfarande är AAK:s största ägare. Fram till 1997 tillverkade Karlshamns AB även livsmedelsprodukter baserade på vegetabiliska fetter. Livsmedelsproduktionen såldes och är idag ett separat företag kallat Carlshamns Mejeri.

## Produktionsanläggningar
AAK har produktionsanläggningar i flera länder världen över. De huvudsakliga anläggningarna återfinns i:

- Karlshamn, Sverige
- Aarhus, Danmark
- Hull, Storbritannien
- Zaandijk, Nederländerna
- Merksem, Belgien
- Richmond (CA), USA
- Louisville, USA
- Newark (NJ), USA
- Hillside (NJ), USA
- Jundiaí, Brasilien
- Montevideo, Uruguay
- Villavicencio, Colombia
- Khopoli, Indien
- Zhangjiagang, Kina
- Runcorn, Storbritannien
- Dalby, Sverige
- Rotterdam, Nederländerna
- St Leonards-on-Sea, Storbritannien